# محمد سعيد كمال
محمد سعيد بن حسن النمري الثقفي (1332 هـ-1416 هـ , 1915-1995) أديب ومؤرخ وفقيه سعودي.

## مولده ونشأته
اسمه محمد سعيد بن حسن بن عبد الحي بن محمد بن عبد الحق بن أبي بكر بن عبد الرحمن بن محمد بن جمال بن محمد بن فاضل بن كمال النمري الثقفي.
ولد في مدينة الطائف عام 1332هـ الموافق 1915 من أسرة تهتم بالعلم والتجارة وصناعة ماء الورد الطائفي. وقد شهد دخول الملك عبد العزيز آل سعود عام 1343هـ لمدينة الطائف وكان عمره آنذاك 12 عام.

## تعليمه
تخرج في المدرسة السعودية الابتدائية بالطائف عام 1348هـ الموافق 1929. ولعدم وجود معاهد أو كليات آنذاك أكمل تعليمه في حلقات مساجد الطائف ، وقد درس أيضاً على يد الشيخ عبدالله بن حسن آل الشيخ رئيس القضاة آنذاك في المملكة العربية السعودية.

## حياته العملية
- عمل مدرسا في المدرسة السعودية بالطائف عام 1354هـ ثم مديراً لها حتى عام 1373هـ ، وفي أثناء فترة تدريسه أنتدب للتعليم بمدرسة الأمراء النموذجية بالطائف لمدة خمس سنوات.
- أسس مكتبة المعارف عام 1367هـ .
- عمل في وكالة الغرفة التجارية بالطائف نائباً عن رئيس غرفة مكة المكرمة.
- عضو إداري في إدارة العيون والآبار بالطائف.
- المأذونية الشرعية.
- عضو مؤسس ونائب لرئيس نادي الطائف الأدبي من عام 1396هـ - 1415هـ .

## مكتبة المعارف
أنشأ مكتبة المعارف عام 1367هـ في شارع آل كمال بمحلة فوق بالطائف القديمة، وقد كان بيته القديم يقع فوق المكتبة قبل أن ينتقل لسكنه في حي قروة. والمكتبة تحتوي على نوادر المطبوعات في معظم الفنون، وبها حوالي 500 ألف مجلد وكتاب، وتعتبر من المعالم الثقافية في مدينة الطائف، وهي واحدة من أقدم المكتبات في المملكة العربية السعودية، ومصدر للمعلومات والمراجع، ويقصدها الأدباء والباحثون وطلاب العلم، وكانت أيضاً عبارة عن منتدى قبل أن تعرف الأندية الأدبية.

## مؤلفاته وإسهاماته
- ألف 28 كتاباً مدرسياً للمرحلة الابتدائية.
- دون كثير من شعر البادية في 18 جزء أسماها الأزهار النادية من أشعار البادية حفظ فيها كثير من الأشعار النبطية لشعراء البادية ومن أشهرهم بديوي الوقداني و محمد بن لعبون و الهزاني وغيرهم كثير.
- طبع نوادر الكتب والرسائل ذات الفنون والموضوعات المختلفة في سلسلة أسماها المكتبة الكمالية في أكثر من 16 مجلد، وهي عقد فريد من الفقه و العقيدة و الحديث و اللغة العربية وآدابها و التاريخ والاجتماع وبعض القصائد المشهورة. ومن أهم هذه المجموعة:

1. كتاب الأمالي. ويبحث في جميع أحوال الهمزة والألف اللينة.
2. كتاب الإنشاء في المراسلات والوثائق.
3. كتاب مقدمة في أصول الفقه الظاهري.
4. كتاب المناظرات بين الفحول من علماء الإسلام واعلامه.
5. ذيل على كتاب الدخينة في نظر طبيب لمؤلفه د. هدانيال كرس.
6. شرح ديوان البرعي والتنبيهات على ما فيه من مأخذ.
7. الطائف في كتب المؤرخين.
8. الطائف ( جغرافيته - تاريخه - أنساب قبائله ) جمع وتعليق د. سليمان بن صالح آل كمال.
9. طرفة الأصحاب في معرفة الأنساب لابن رسول.
10. تاريخ حمد بن لعبون الوائلي النجدي.
11. الإنباه على قبائل الرواة لابن عبد البر.
12. عمدة الطالب في أنساب آل أبي طالب لجمال الدين أحمد بن علي الحسني المعروف بابن عنبه.
13. نخبة الزهرة الثمينة في نسب أشراف المدينة لابن شدقم.
14. الأزهار النادية من أشعار البادية (15 جزء)[3]

- كتب كثيراً في الصحف والمجلات المحلية ومن ذلك مجلة المنهل. ونشر عدداً من المقالات عن تاريخ الطائف وقبائلها نشرت في مجلة العرب التي يشرف عليها علامة الجزيرة العربية حمد الجاسر .
- حقق كتاب ( تحفة الطائف في فضل الحبر ابن عباس ووج والطائف ) لجار الله بن فهد الهاشمي المتوفى في عام 954هـ، وقد طبعه نادي الطائف الأدبي.
- كتاب تاريخ الطائف وقبائلها وقد صدر بعد وفاته بتحقيق د. صالح كمال. وقد سبق أن نشر عدة صفحات منه قبل وفاته في مجلة العرب.

## تكريمه
- كرم ضمن مجموعة من الأدباء والمفكرين السعوديين عام 1412هـ في الحفل السنوي لمحافظة الطائف برعاية محافظ الطائف فهد بن عبد العزيز بن معمر.
- كرم في حفل إدارة التعليم بالطائف عام 1412هـ برعاية وزير المعارف محمد بن أحمد الرشيد.
- قامت أمانة محافظة جدة بتسمية أحد شوارع حي الصفا بمدينة جدة باسمه تقديراً لجهوده ومكانته الأدبية.
- أطلق عليه لقب ( جاحظ الطائف ومؤرخه ).

## وفاته
توفي يوم الأحد 19 ذو القعدة 1416هـ الموافق عام 1995 عن عمر ناهز 84 عام، وصلي عليه صلاة العصر ودفن في مقبرة عبد الله بن عباس بالطائف، ونعاه أصحاب القلم من العلماء والأدباء والمفكرين وغيرهم بمقالات في الصحف المحلية.

## وصلات خارجية
- الجزيرة الثقافية
- الجزيرة الثقافية
- جريدة الرياض